# Хугольдсдорф
Хугольдсдорф (нем. Hugoldsdorf) — община в Германии, в земле Мекленбург-Передняя Померания.
Входит в состав района Северная Передняя Померания. Подчиняется управлению Рекниц-Требельталь.  Население составляет 139 человек (на 31 декабря 2010 года). Занимает площадь 14,17 км².